# Le ambizioni sbagliate
Le ambizioni sbagliate è il secondo romanzo di Alberto Moravia, pubblicato nel 1935 dall'editore Mondadori. Ebbe numerose ristampe, riedizioni e traduzioni . Nel 1983 venne trasmessa dalla RAI una riduzione televisiva diretta da Fabio Carpi .

## Trama
Un giornalista si fidanza e sposa la figlia di un uomo molto ricco. Il protagonista sceglie un matrimonio di convenienza e viene visto come un meschino arrampicatore sociale dalle persone che gli stanno attorno.